# Walter Schrempf
Walter Schrempf (* 1922 in Hardt (heute Nürtingen); † 1998 in Saarbrücken) war ein deutscher Architekt.

## Leben

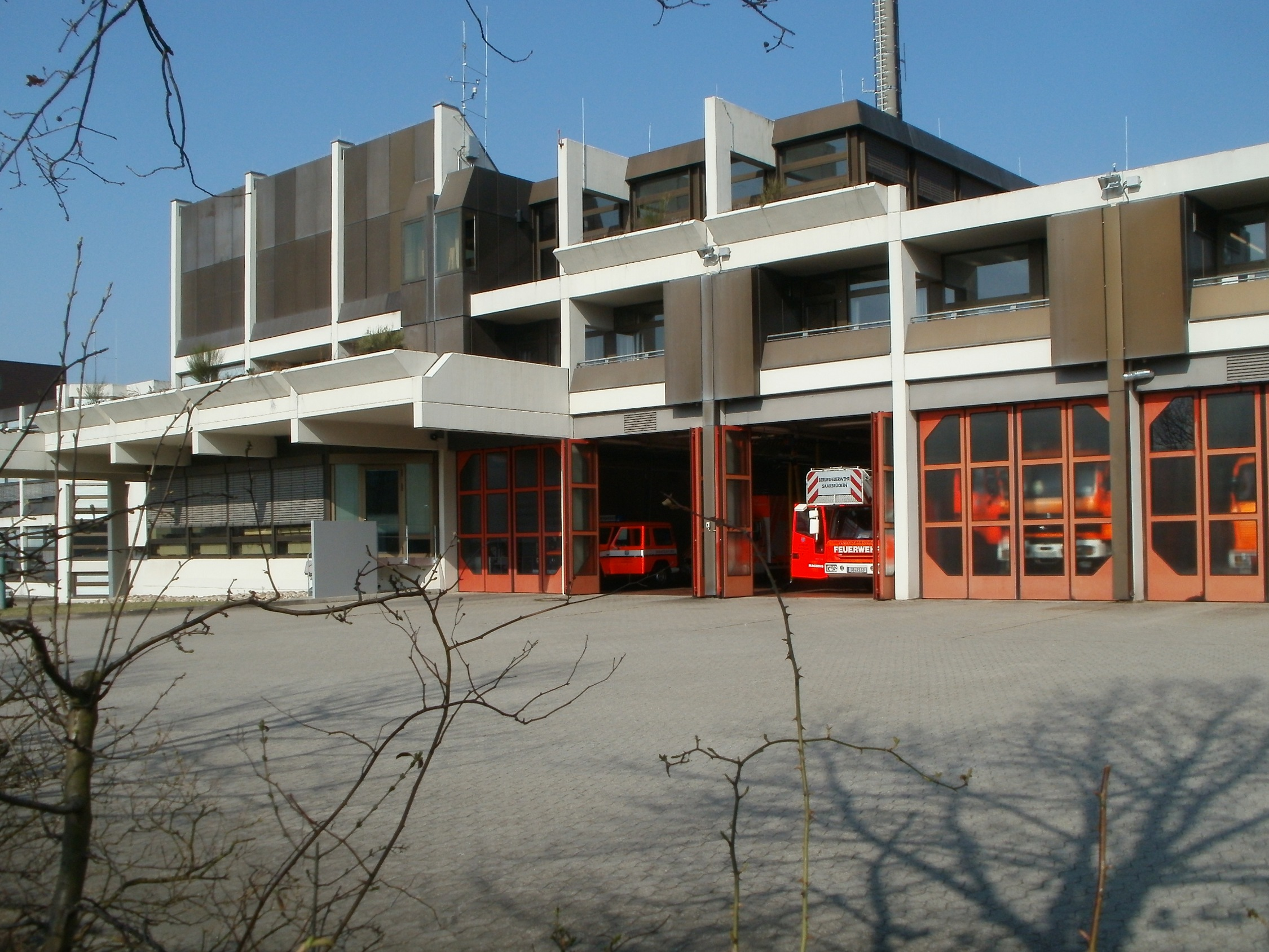
Feuerwache Saarbrücken

Schrempf studierte von 1945 bis 1950 an der Technischen Hochschule in Stuttgart Architektur. Nach seinem Abschluss als Diplom-Ingenieur wurde er Assistent von Hans Peter Koellmann an der Staatlichen Schule für Kunst und Handwerk in Saarbrücken. Dort leitete er bis 1958 die Klasse für Raumgestaltung. Im Jahr 1957 gründete er den Deutschen Werkbund Saar. Ab Ende der 1950er Jahre war er als freiberuflicher Architekt im eigenen Architektenbüro selbstständig.

## Werk

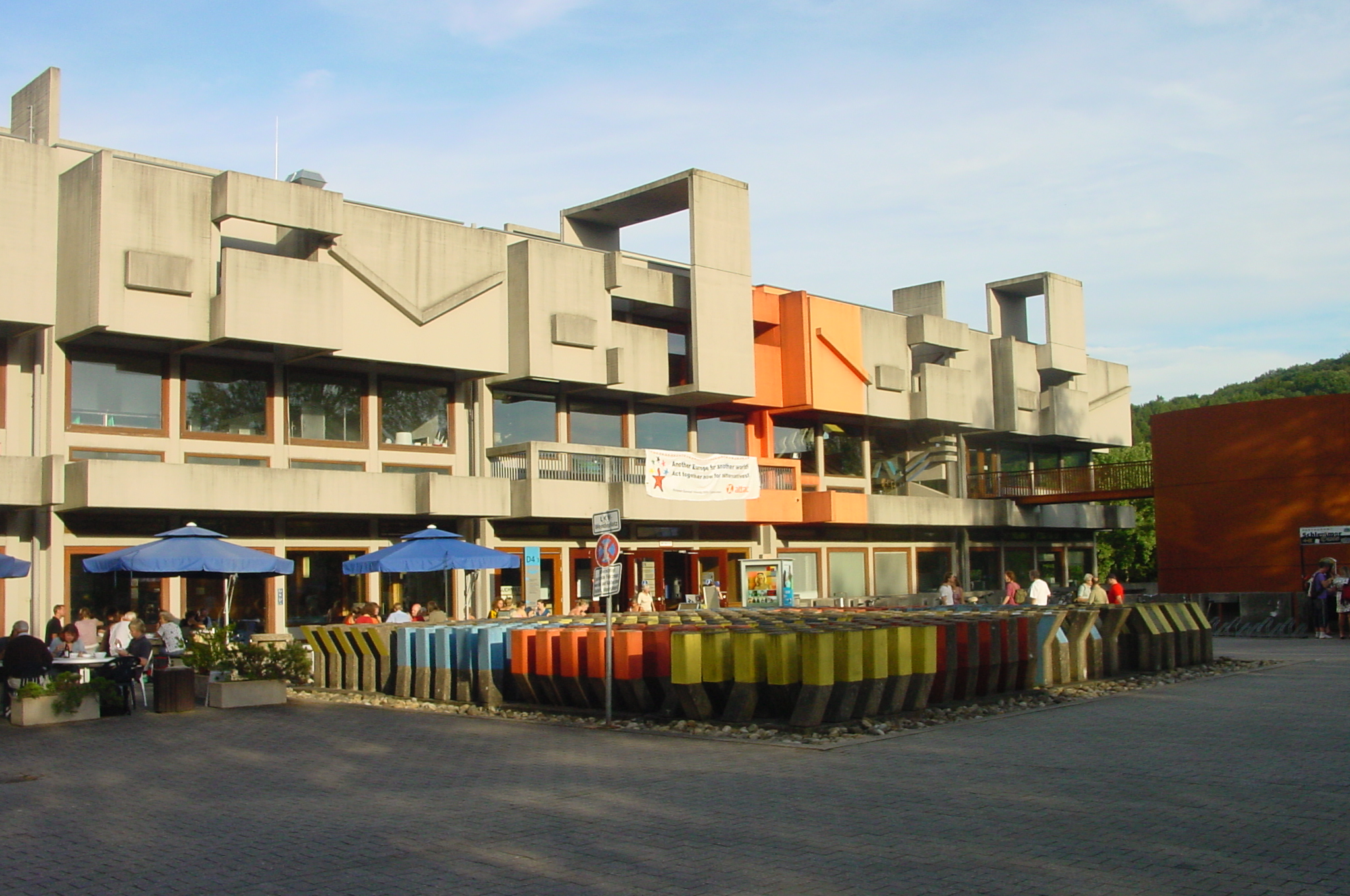
Mensa der Universität des Saarlandes in Saarbrücken

Schrempf baute vor allem mit Sichtbeton im Stil des Brutalismus. 1964 war er mit der Architektengemeinschaft Dietz-Grothe-Schrempf an der Fertighaus-Ausstellung auf dem Saarbrücker Eschberg beteiligt. In den Jahren 1965 bis 1967 baute er gemeinsam mit Konrad Schmitz das Anatomische Institut des Universitätsklinikum des Saarlandes in Homburg. Zu seinen bedeutendsten Werken zählt der in den Jahren 1965 bis 1970 vollendete Mensa-Neubau an der Universität des Saarlandes. Dieses mit dem Künstler Otto Herbert Hajek gestaltete Gebäude erhielt den Architekturpreis des Bundes Deutscher Architekten. Den gleichen Preis erhielt er 1972 für seinen Entwurf einer Autobahnraststätte „Goldene Bremm“ bei Saarbrücken (heute unter Denkmalschutz:S. 32). Außerdem errichtete Schrempf 1981 die Feuerwehreinsatzzentrale in Saarbrücken (Plänen von Schrempf und Bernhard Grothe). Zu seinen weiteren Werken gehört das Zoorestaurant in Saarbrücken, die Sparkasse der Stadt Saarbrücken, das Seniorenwohnstift Egon-Reinert-Haus, die Studentenwohnhäuser im Waldhausweg und der Erweiterungsbau der Naturwissenschaftlichen Fakultät auf dem Universitätscampus (1955–1960 mit Hans Hirner und Rudolf Güthler; heute unter Denkmalschutz:S. 128).